# اكتشاف وتطوير الستاتينات
كان اكتشاف مثبطات مختزلة HMG-CoA، المسماة الستاتينات، تقدمًا مفاجئًا في الوقاية من ارتفاع الكولسترول والأمراض ذات الصلة. يعتبر فرط كوليسترول الدم أحد عوامل الخطر الرئيسية للتصلب العصيدي الذي يؤدي غالبًا إلى أمراض قلبية وعائية، وأمراض دماغية وعائية، وأمراض الأوعية الدموية الطرفية. تمنع الستاتينات اصطناع الكوليسترول في الجسم ما يؤدي إلى انخفاض مستويات الكوليسترول في الدم، والذي يعتقد أنه يقلل من خطر الإصابة بالتصلب العصيدي والأمراض التي يسببها.

## التاريخ
منذ أكثر من 100 عام اكتشف عالم الأمراض الألماني رودولف فيرخوف وجود الكوليسترول على جدران الشرايين للأشخاص الذين ماتوا بسبب أمراض الأوعية الانسدادية، مثل احتشاء عضلة القلب. ووجد أن الكوليسترول مسؤول عن زيادة سماكة جدران الشرايين وبالتالي تقليل نصف قطر الشرايين ما يؤدي في معظم الحالات إلى ارتفاع ضغط الدم وزيادة خطر الإصابة بأمراض الأوعية الانسدادية.
في خمسينيات القرن الماضي، كشفت دراسة فرامنغهام للقلب التي قادها دوبر، عن العلاقة بين ارتفاع مستويات الكوليسترول في الدم وأمراض القلب التاجية. بعد هذه الدراسة، اكتشف الباحثون طريقة جديدة لخفض مستويات الكوليسترول في الدم دون الحاجة لتعديل النظام الغذائي ونمط الحياة للأشخاص الذين يعانون من ارتفاع مستويات الكوليسترول في الدم. كان الهدف الأساسي هو تثبيط اصطناع الكوليسترول في الجسم. وبالتالي أصبح مختزلة 3-هيدروكسي-3-ميثيل غلوتاريل تميم الأنزيم أ (إتش إم جي آر) هدفًا طبيعيًا. وقد وجد أن إتش إم جي آر هو الإنزيم المحدِد لسرعة التفاعل في مسار الاصطناع الحيوي للكوليسترول. لا يحصل تراكم للسلائف السامة المحتملة عندما يُثبَط إتش إم جي آر، لأن هيدروكسي ميثيل الغلوتارات قابل للذوبان في الماء وهناك مسارات استقلابية بديلة لتفككه.
في سبعينيات القرن الماضي اكتشف عالم الأحياء الدقيقة الياباني أكيرا إندو ولأول مرة المنتجات الطبيعية ذات التأثير المثبط القوي لإتش إم جي آر في مرق تخمير المِكنَسيةُ الليمونية، أثناء بحثه عن العوامل المضادة للميكروبات. سُميًّ المنتج الأول كومباكتين (إم إل-236بي أو ميفاستاتين). أظهرت التجارب على الحيوانات تأثيرًا مثبطًا جيدًا للغاية كما هو الحال في التجارب السريرية، ولكن في دراسة طويلة المدى للسمية أجريت على الكلاب، أظهرت وجود تأثيرات سامة عند الجرعات العالية ونتيجة لذلك ساد الاعتقاد بأنها شديدة السمية بحيث لا يمكن إعطاؤها للإنسان. في عام 1978، اكتشف ألفريد ألبرتس وزملاؤه في مختبرات ميرك للأبحاث منتجًا طبيعيًا جديدًا في مرق تخمير الرشاشية الأرضية، وأظهر منتجهم تثبيطًا جيدًا لإتش إم جي آر وأطلقوا عليه اسم ميفينولين، والذي أصبح يعرف فيما بعد باسم لوفاستاتين.
بدأ الجدل حول الكوليسترول في بداية الترويج للستاتينات.

## آلية العمل
تعتبر الستاتينات مناهضات تنافسية لـ(HMG CoA)، حيث تتنافس بشكل مباشر مع الركيزة الداخلية على جيب الموقع النشط لإتش إم جي آر. الستاتينات أيضًا غير قادرة على التنافس مع العامل المرافق ناد بّي إتش (NADPH) (نيكوتيناميد أدينين ثنائي نوكليوتيد الفوسفات). عن طريق حجب إنزيم إتش إم جي آر فإنها تمنع اصطناع الكوليسترول عبر مسار الميفالونات. النتيجة النهائية هي انخفاض إل دي إل (البروتين الدهني منخفض الكثافة) و تي جي (الشحوم الثلاثية) ومستويات الكوليسترول الكلية بالإضافة إلى زيادة مستويات إتش دي إل(البروتين الدهني مرتفع الكثافة) في المصل.

## تصميم أدوية الستاتينات
يجب أن يتضمن الستاتين المثالي على الخصائص التالية:
- ألفة عالية لموقع الانزيم النشط.
- انتقائية ملحوظة للامتصاص في الخلايا الكبدية مقارنة بالخلايا غير الكبدية.
- التوافر الجهازي المنخفض للمكافئات المثبطة النشطة.
- مدة تأثير طويلة نسبيًا.

أحد أهداف التصميم الرئيسية عند تصميم الستاتينات هو التثبيط الانتقائي لـإتش إم جي آر في الكبد، حيث أن اصطناع الكوليسترول في الخلايا غير الكبدية ضروري لوظيفة الخلية الطبيعية وقد يكون تثبيط اصطناعه في الخلايا غير الكبدية ضارًا.

### الفارماكوفور في الستاتينات
تكون المكونات البنيوية الأساسية لجميع الستاتينات عبارة عن وحدة من حمض ثنائي هيدروكسي هبتانويك ونظام حلقي مع مستبدلات مختلفة. الفارماكوفور في مركب الستاتين هو مركب حمض هيدروكسي غلوتاريك المعدّل، والذي يشبه من الناحية البنيوية الركيزة الداخلية (HMG CoA) والحالة الانتقالية الوسيطة لميفالديل تميم أنزيم أ. يرتبط فارماكوفور الستاتين بنفس الموقع النشط كما تفعل الركيزة (HMG-CoA) ويقوم بتثبيط إنزيم إتش إم جي آر. وثبُت أيضًا أن إتش إم جي آر انتقائي فراغيًا ونتيجة لذلك تحتاج جميع الستاتينات لامتلاك الجذور الكيميائية الفراغية آر3، وآر5.

### الاختلافات في بنية الستاتينات
تختلف الستاتينات في بنيتها الحلقية ومستبدلاتها. تؤثر هذه الاختلافات في البنية على الخصائص الدوائية للستاتينات، مثل:
- الألفة للموقع النشط  لإتش إم جي آر.
- معدلات الدخول إلى الأنسجة الكبدية وغير الكبدية.
- التوافر في الدورة الدموية الجهازية لامتصاصها من قبل الأنسجة غير الكبدية.
- طرق وأشكال التحول الاستقلابي والإطراح.

جمعت الستاتينات أحيانًا في مجموعتين وفقًا لبنيتها.
ستاتينات النوع 1: الستاتينات من النوع الأول التي حلت محل الديكالين ذو البنية الحلقية الذي يشبه أول ستاتين تم اكتشافه على الإطلاق، غالبًا ما صُنف الميفاستاتين على أنه من ستاتينات النوع الأول بسبب صلتهما بنيويًا. الستاتينات التي تنتمي إلى هذه المجموعة هي:
- لوفاستاتين
- برافاستاتين
- سيمفاستاتين

ستاتينات النوع2، يشارإلى الستاتينات المُصنَّعة بالكامل والتي تملك عدد أكبر من المجموعات المرتبطة بجزء شبيه بإتش إم جي، باسم ستاتينات النوع 2. أحد الاختلافات الرئيسية بين الستاتينات من النوع 1 والنوع 2 هو استبدال مجموعة البوتيريل من النوع الأول من الستاتينات بمجموعة الفلوروفينيل في النوع 2 من الستاتينات. تكون هذه المجموعة مسؤولة عن التفاعلات القطبية الإضافية التي تسبب ارتباطًا أكثر إحكامًا بإنزيم إتش إم جي آر. الستاتينات التي تنتمي إلى هذه المجموعة هي:
- فلوفاستاتين
- سيريفاستاتين
- أتورفاستاتين
- رسيوفاستاتين

اللوفاستاتين مشتق من مصدر فطري والسيمفاستاتين والبرافاستاتين ناتجة عن تعديلات كيميائية على اللوفاستاتين ونتيجة لذلك لا تختلف بنيويًا عنه بشكل كبير. المركبات الثلاثة جميعها عبارة عن بنية حلقة النابثيلين مصغّرة جزئيًا. السيمفاستاتين واللوفاستاتين عبارة عن لاكتونات غير نشطة يجب أن تُستقلب لتعطي الشكل النشط منها وهو حمض الهيدروكسي ليقوم بدوره بتثبيط إتش إم جي آر. تتواجد جميع الستاتينات من النوع 2 في شكلها النشط وهو حمض الهيدروكسي. للفلوفاستاتين بنية حلقة الإندول، بينما يحتوي الأتورفاستاتين والروسوفاستاتين على بنية حلقية قائمة على البيرول و البيريميدين على التوالي. يملك السيريفاستاتين المحب للدهون بنية حلقية قائم على البيريدين.

### موقع ارتباط إتش إم جي آر على الستاتين
أظهرت الدراسات أن الستاتينات ترتبط بشكل عكسي بإنزيم HGMR. تكون ألفة الستاتينات لإنزيم إتش إم جي آرضمن مجال نانومولي، بينما تكون ألفة الركيزة الطبيعية ضمن مجال ميكرومولي. أظهرت الدراسات أن الستاتينات تستخدم المرونة الشكلية لأنزيم إتش إم جي آر الذي يسبب أخدودًا سطحيًا كارهًا للماء، تستغله الستاتينات وتستخدمه لإنزال أجزائها الكارهة للماء. تعود النوعية والارتباط المحكم للستاتينات إلى تفاعلات التوجيه والارتباط التي تتشكل بين الستاتين وإنزيم إتش إم جي آر. تتشكل التفاعلات القطبية بين الجزء إتش إم جي والبقايا الموجودة على الحلقة المقرونة للأنزيم. تحدث هذه التفاعلات القطبية بين السيرين 684، وحمض الأسبارتيك 690، والليزين 691، والليزين692. تشكّل النهاية الكربوكسيلية لجزء إتش إم جي جسرًا ملحيًا مع مجوعة الليزين 735الكاتيوني في الإنزيم. بالإضافة إلى التفاعل القطبي، يشارك الليزين 691في شبكة من الروابط الهيدروجينية مع حمض الغلوتاميك559 و حمض الأسبارتيك767 ومجموعة هيدروكسيل (O5) لمركب حمض هيدروكسي غلوتارتيك في الستاتينات. تتشكل تفاعلات فان ديرفالس بين السلاسل الجانبية الكارهة للماء للإنزيم، والتي تشمل الليوسين562 ،و الفالين683 ،و الليوسين853 ،و حمض ألفا ليبويك856 ،و الليوسين857 ،والستاتينات. تشكل الستاتينات من النوع 2 تفاعلًا قطبيًا بين ذرة الفلور في مجموعة الفلوروفينيل ومجموعة الغوانيدينيوم في الآرجنين590. بالإضافة إلى هذه التفاعلات، يشكل الأتورفاستاتين و الروسيوفاستاتين أيضًا روابط هيدروجينية فريدة بين البقية سيروتونين 565 وإما ذرة أكسجين الكربونيل (أتورفاستاتين) أو ذرة أكسجين السلفون (روسوفاستاتين). التفاعل القطبي الفريد بين السلسلة الجانبية أرجينين568 ومجموعة السلفون سلبية التكهرب لمركب الروسوفاستاتين يجعله الستاتين الذي يشكل أكبر عدد من تفاعلات الترابط مع إتش إم جي آر.